# فیلیپ تاپالوویچ
فیلیپ تاپالوویچ (کرواتی: Filip Tapalović؛ زادهٔ ۲۲ اکتبر ۱۹۷۶) بازیکن سابق و مربی فوتبال اهل آلمان است.
از باشگاه‌هایی که در آن بازی کرده‌است می‌توان به باشگاه فوتبال شالکه ۰۴، باشگاه فوتبال بوخوم، باشگاه فوتبال کارل زایس ینا، باشگاه فوتبال مونیخ ۱۸۶۰، و باشگاه فوتبال رییکا اشاره کرد.
وی همچنین در تیم ملی فوتبال کرواسی بازی کرده‌است.